# FDP-Bundesparteitag 2003
Koordinaten: 53° 5′ 12″ N, 8° 49′ 0″ O

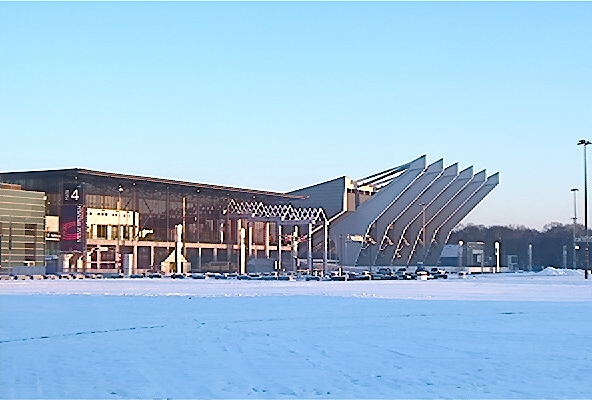
Stadthalle Bremen

Den Bundesparteitag der FDP 2003 hielt die FDP vom 16. bis 17. Mai 2003 in Bremen ab. Es handelte sich um den 54. ordentlichen Bundesparteitag der FDP in der Bundesrepublik Deutschland.

## Verlauf
Der Bundesvorstand hatte Bremen als Ort des Bundesparteitags gewählt, da eine Woche später die Bürgerschaftswahl in Bremen 2003 anstand. Der Parteitag selbst fand in der Stadthalle Bremen statt. Das Motto des Parteitags lautete „Neu denken, jetzt handeln“.
Der sozialdemokratische Bürgermeister von Bremen, Henning Scherf, eröffnete den Parteitag mit einem Grußwort, danach sprach der FDP-Spitzenkandidat in Bremen, Claus Jäger. In seiner Hauptrede übte der Parteivorsitzende Guido Westerwelle vor allem Kritik an der Politik der rot-grünen Bundesregierung. Zum Schluss der Rede folgte die von den Delegierten sehnsüchtig erwartete programmatische Aussage zur Korrektur der „Strategie 18“ nach der Möllemann-Affäre. Er hob drei Punkte besonders hervor:

„Erstens: Die FDP ist keine Partei nur für Austernschlürfer und Champagner-Trinker, sondern eine Partei, die sich an das ganze Volk wendet.
Zweitens: Die FDP ist zuallererst eine eigenständige Partei und erst in zweiter Linie Koalitionspartner für irgendwen.
Drittens: Es geht der FDP darum, Menschen für Politik zu gewinnen, die sich von unserem politischen System abgewendet haben.“

Mit den Worten, die FDP würde „nie wachsen, indem wir ins Trübe gehen“, distanzierte sich Westerwelle deutlich von Möllemann. Der FDP-Fraktionsvorsitzende Wolfgang Gerhardt sprach die zentralen Punkte einer „freidemokratischen Außenpolitik“ an. Die anschließende Aussprache ergab wenig Kritik an der Arbeit des Vorstandes. Als Reaktion auf die rot-grüne Regierungspolitik wurde eine „Bremer Erklärung“ beschlossen. Lediglich zwei Delegierte sprachen die Möllemann-Affäre an.
Dieses Stimmungsbild zeigte sich in den Wahlergebnissen nicht mehr. Guido Westerwelle erhielt nur 509 Stimmen von 638 Delegierten, neunzig stimmten gegen ihn. Diese Zustimmung von knapp 80 % lag deutlich unter dem Ergebnis von 88,9 % für Westerwelle auf dem Parteitag 2001. Cornelia Pieper wurde mit nur 60,9 % Zustimmung noch deutlicher „abgestraft“. Walter Döring erhielt im ersten Wahlgang sogar nur 49,3 % der Delegiertenstimmen. Nach kurzer Unterbrechung des Parteitags trat er für einen zweiten Wahlgang an und erhielt dort 56 %. Schatzmeister Günter Rexrodt berichtete den Delegierten von einer „extrem angespannten“ Finanzsituation der Partei. Das Reinvermögen sei von 17,3 Millionen Euro 1992 auf nun minus 8,4 Millionen Euro gesunken. Allein 2002 hatte die Partei einen Rekordverlust von 5,7 Millionen Euro erzielt.

## Beschlüsse
Der Leitantrag des Bundesvorstandes „Wir schaffen das moderne Deutschland“ behandelte die Wirtschaftspolitik. Darin wurde gefordert, die für 2005 vorgesehenen Steuersenkungen bereits 2004 vorzunehmen und im Gegenzug alle Subventionen linear um 20 % zu kürzen. Künftig dürften Subventionen nur maximal fünf Jahre und degressiv abfallend gezahlt werden. Das Kündigungsschutzgesetz sollte erst nach einer zweijährigen Betriebszugehörigkeit greifen. Die Sozialauswahl bei betrieblichen Kündigungen sollte dahingehend eingeschränkt werden, dass Betriebe auch Leistungsträger weiterbeschäftigen dürften. Der außenpolitische Schwerpunkt des Parteitags gipfelte in dem Beschluss zum EU-Beitritt der Türkei.

## Bundesvorstand
Dem Bundesvorstand gehörten nach der Neuwahl 2003 an:
| Vorsitzender                 | Guido Westerwelle |
| Stellvertretende Vorsitzende | Rainer Brüderle, Walter Döring, Andreas Pinkwart |
| Schatzmeister                | Günter Rexrodt († 19. August 2004), Hermann Otto Solms (9/2004 – 5/2005 als kommissarischer Schatzmeister) |
| Beisitzer im Präsidium       | Birgit Homburger, Jürgen Koppelin, Sabine Leutheusser-Schnarrenberger |
| Generalsekretärin            | Cornelia Pieper |
| Beisitzer im Bundesvorstand  | Gisela Babel, Daniel Bahr, Uwe Barth, Hans-Artur Bauckhage, Ernst Burgbacher, Jorgo Chatzimarkakis, Mehmet Daimagüler, Ulrike Flach, Angela Freimuth, Paul Friedhoff, Jörg-Uwe Hahn, Barbie Haller, Christoph Hartmann, Walter Hirche, Burkhard Hirsch, Werner Hoyer, Claus Jäger, Gerry Kley, Silvana Koch-Mehrin, Hans Kreher, Horst Krumpen, Wolfgang Kubicki, Heinz Lanfermann, Markus Löning, Karl-Heinz Paqué, Dirk Niebel, Alexander Pokorny, Sebastian Ratjen, Reinhard Soltau, Michael Theurer, Carl-Ludwig Thiele, Dieter Thomae, Ruth Wagner, Holger Zastrow |
| Ehrenvorsitzende             | Hans-Dietrich Genscher, Otto Graf Lambsdorff, Walter Scheel |